# Борман (герб)
Борман (пол. Bormann) — польский шляхетский герб.

## Описание
В голубом поле золотой лев в короне, на лугу, влево, держащий стрелу острием вверх. В навершии шлема пять страусовых перьев. Герб внесён в Гербовник дворянских родов Царства Польского, часть 1, стр. 89.

## Используют
Борманы, доказавшие происхождение своё от Христиана-Августа Бормана, Капитана Пинского Регимента, которого Король Польши Станислав Август возвёл в потомственные дворяне, за непоколебимую верность Престолу и военный заслуги, грамотою данною 26 апреля 1769 года, и пожаловал ему вышеописанный герб.